# Uzvisina malog prsta
Uzvisina malog prsta ili hipotenar (grč. hypothenar) uzvisina je na prednjoj strani dlana koju čine mišići koji kontroliraju mali prst.
Mišići hipotenara su:
- kratki dlanski mišić - lat. musculus palmaris brevis
- odmicač malog prsta - lat. musculus abductor digiti minimi
- suprotstavljač malog prsta - lat. musculus opponens digiti minimi
- kratki pregibač malog prsta - lat. musculus flexor digiti minimi brevis